# オレ!情熱のフラメンコ
オレ!情熱のフラメンコ（Flamenco Fiasco）は、2008年2月9日に発表されたトムとジェリーテイルズの作品である。

## ストーリー
トムとジェリーは恋人のトゥードゥルを口説こうとフラメンコダンスで真っ向勝負し、観客から拍手喝采を浴びる。
だがトムが勢いよくステップを踏み続けたため、振動で会場の宮殿が崩壊。観客たちは一斉に逃げ出し、トムは宮殿の主より大目玉を喰らってしまった。

## 登場キャラクター
トム
トゥードゥルを口説こうとフラメンコダンスでジェリーと真っ向勝負。だが勢い余って会場の宮殿を崩壊させてしまい、最後は宮殿の主にギターで殴られ大目玉を喰らってしまった。
ジェリー
トゥードゥルを巡りフラメンコダンスでトムと真っ向勝負。最後は宮殿の主に大目玉を喰らったトムを尻目にトゥードゥルと意気投合した。
トゥードゥル
雌猫で、トムとジェリーと一緒にフラメンコダンスを楽しむ。最後にトムが宮殿の主より大目玉を喰らうとジェリーと意気投合した。
カニ
観客に出された料理の皿に置かれ、トムが手を差し出すとハサミで攻撃。同時にフラメンコ音楽に合わせて踊った。
宮殿の主
トム・ジェリー・トゥードゥルのフラメンコダンスを見て声援を送る。だが会場の宮殿が崩壊すると客を避難させると共に、犯人のトムを激怒。最後はギターでトムを殴った。
観客たち
トム・ジェリー・トゥードゥルのフラメンコダンスに感動し声援を送るが、トムが会場の宮殿を崩壊させると一斉に逃げ出した。